# Brigada d'Investigació Tecnològica
La Brigada d'Investigació Tecnològica pertanyent al Cos Nacional de Policia és una unitat policial destinada a respondre als reptes que plantegen les noves formes de delinqüència.

## Funcions
- La realització directa de les investigacions especialment complexes.
- La coordinació de les operacions que involucrin diverses Prefectures Superiors.
- La formació del personal del Cos Nacional de Policia i altres cossos de Policia estrangers.
- La representació internacional i l'execució o coordinació de les investigacions que tinguin el seu origen en altres països.

La seva missió consisteix a obtenir les proves, perseguir els delinqüents i posar-les a disposició judicial.
Els seus membres estan en formació contínua i fomenten la col·laboració de les més capdavanteres institucions públiques i privades i participen activament en els fòrums internacionals de cooperació policial i la col·laboració ciutadana.

## Delictes que persegueix
- Amenaces, injúries, calúmnies. Per correu electrònic, SMS, taulers d'anuncis, fòrums, newsgroups, web, etc.
- Pornografia infantil. Protecció al menor en l'ús de les noves tecnologies.
- Fraus en l'ús de les comunicacions. Pirateria de senyals de televisió privada.
- Fraus en Internet. Estafes. Ús fraudulent de targetes de crèdit. Fraus en subhastes. Comerç electrònic.
- Seguretat lògica. Virus. Atacs de denegació de servei. Sostracció de dades. Hacking. Descobriment i revelació de secret. Suplantació de personalitat. Substracció de comptes de correu electrònic.
- Pirateria de programes d'ordinador, de música i de productes cinematogràfics.